# Perikles Pierrakos-Mavromichalis
Perikles Pierrakos-Mavromichalis, grški sabljač in politik, * 1863, † 1938.
Sodeloval je na sabljaškem delu poletnih olimpijskih igrah leta 1896.